# Jozef Krnáč
Jozef Krnáč (né le 30 décembre 1977) est un judoka slovaque. Il participe aux Jeux olympiques d'été de 2004 dans la catégorie des poids mi-légers et remporte la médaille d'argent. Au cours de sa carrière, il monte également à deux reprises sur un podium européen (2001, 2002).

## Palmarès

### Jeux olympiques
- Jeux olympiques de 2004 à Athènes,  Grèce
  -  Médaille d'argent (- 66 kg).

### Championnats d'Europe
- 2001 :  Médaille de bronze (- 66 kg).
- 2002 :  Médaille d'argent (- 66 kg).